# Carousel (canção)
"Carousel" é uma canção da cantora e compositora estadunidense Melanie Martinez, gravada para o seu primeiro extended play (EP) Dollhouse, e presente também em seu álbum de estreia, Cry Baby. Foi composta pela própria com o auxílio de Jeremy Dussolliet e Tim Sommers, que também esteve a cargo da produção. Servindo como o segundo e último single de Dollhouse, a obra participou de um teaser da série American Horror Story: Freak Show, em outubro de 2014, porém só foi divulgada como segunda canção de trabalho da cantora em um EP de remixes lançado no dia 24 de novembro de 2014, digitalmente, na loja iTunes. A nível lírico, o tema fala sobre estar perseguindo alguém que nunca vai retribuir o seu amor.
A recepção após o lançamento da faixa foi mista. Em termos comerciais, a obra registrou um desempenho maior que "Dollhouse", mas ainda baixo, conseguindo entrar e alcançar a nona posição Billboard Alternative Digital Songs. Também conseguiu a 38.ª posição na Pop Digital Songs, além de receber uma certificação de platina da Recording Industry Association of America (RIAA), equivalente a 1 milhão cópias vendidas nos Estados Unidos. O vídeo musical, dirigido por Adam Donald, foi lançado em 15 de outubro de 2014, através do YouTube. Gravado em um parque de diversões perto da cidade natal de Melanie, em Long Island, o enredo foi inspirado no conteúdo lírico, como em seu último single. A cantora interpretou "Carousel" diversas vezes, incluindo na Dollhouse Tour, Cry Baby Tour e uma atuação no JBTV Music Television.

## Antecedentes
Martinez iniciou o processo de escrita de Dollhouse em fevereiro de 2013. Após sair no sexto lugar da terceira temporada da competição de canto The Voice, a cantora se juntou, a fim de compôr e produzir, ao grupo Kinetics & One Love, cujo tem como duo Jeremy Dussolliet e Tim Sommers. Ela também fez parceria com Daniel Omelio na última faixa do extended play, que é creditado como Robopop.
Kinetics & One Love escreveram, produziram, mixaram e foram engenheiros de áudio das primeiras três faixas do projeto, sendo elas "Dollhouse", "Carousel" e "Dead to Me", sendo que Robopop escreveu e produziu "Bittersweet Tragedy", que é a faixa citada. Todas as faixas foram masterizadas por Chris Gehringer no Sterling Sound, em Nova Iorque.

## Composição
A letra foi escrita pela própria intérprete juntamente com Kinetics & One Love. Liricamente, na obra, a personagem principal se vê perseguindo alguém que nunca vai retribuir o seu amor. Jose Valle, do portal The Daily Tar Heel, comentou que "é muito bonito e muito doce até que você percebe que seus sentimentos não são compartilhados: "Se eu vou alcançar o amor, eu nunca vou poder dizer"".  Em entrevista a Billboard, Martinez disse que a canção "é sobre eu estar apaixonada por alguém e estar vivendo tudo de novo, e tentar agarrá-lo, mas eu nunca consigo alcançar". Mais tarde, a cantora deu outra entrevista para Target Audience, dizendo que é a favorita do álbum:
| “ | É um exemplo perfeito de como o meu álbum completo vai ser. Tudo muito inspirado pela infância e o contraste entre claro e escuro. [...] A parte escura é a história que encontra-se por baixo. É sobre um menino que me levou a me apaixonar por ele, e me levou para o carrossel, onde acabei ficando presa. Eu não era capaz de sair desse mesmo passeio. Eu nunca fui capaz de alcançá-lo e ele estava bem com isso. | ” |

## Lançamento e divulgação

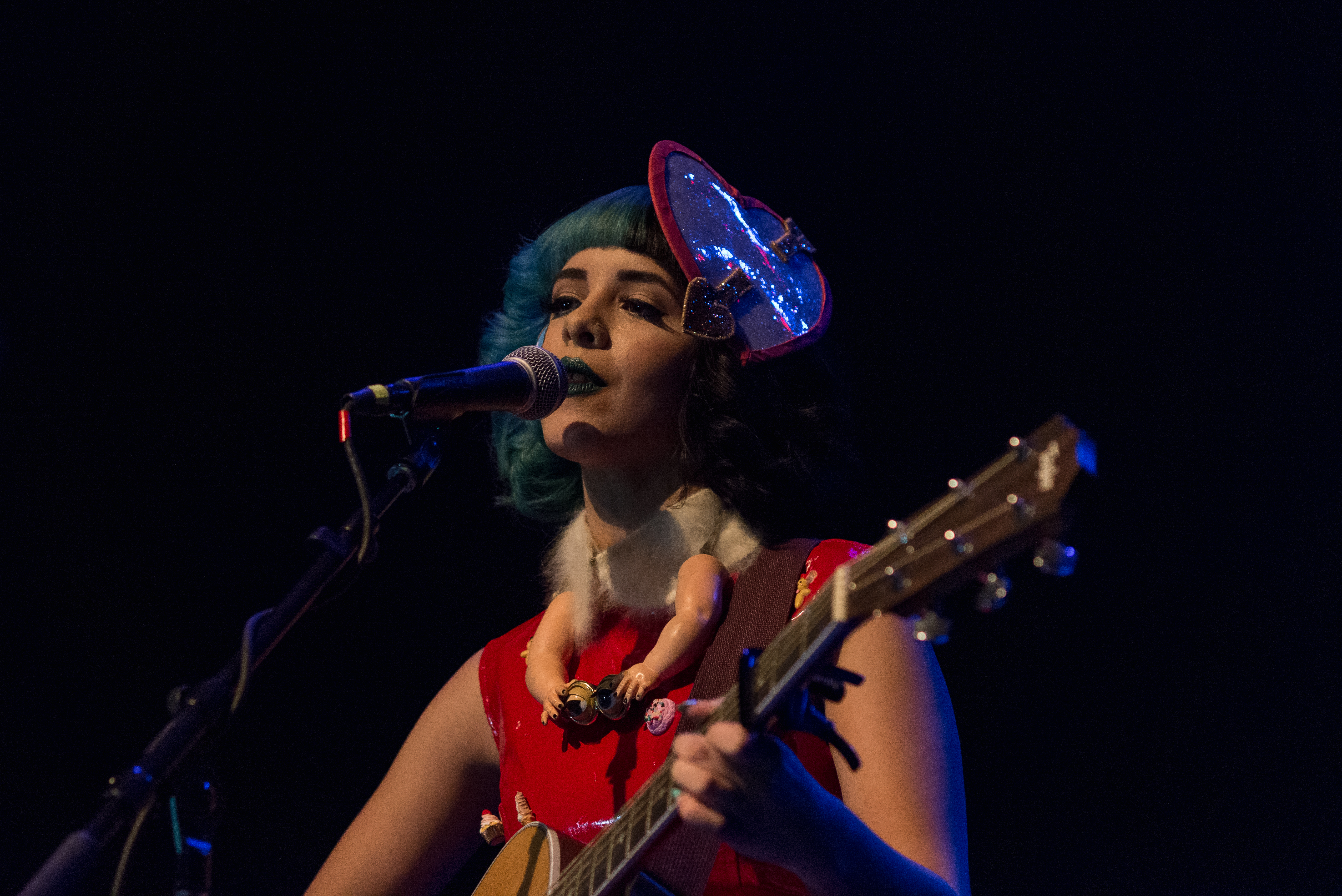
Melanie durante a Dollhouse Tour, na qual "Carousel" foi interpretada diversas vezes.

"Carousel" foi escolhida como segundo e último single de Dollhouse. Recebeu distribuição como um EP de remixes na América do Norte, e também no Brasil. Em todos esses países o EP de remixes foi disponibilizado através de download digital em 24 de novembro de 2014, através da Atlantic Records. O EP contém quatro versões remix da canção, feitos por Bobby Green, Bleep Bloop, Eric Sharp e SNBRN.
A canção teve mais notoriedade por ser colocada em conjunto com um teaser da série American Horror Story: Freak Show, e posteriormente Martinez descreveu a música no teaser como uma "uma loucura" para ela, e que "foi um sonho tornado realidade", comentando também que é fã de Jessica Lange e que "ela é louca". A música foi incluída no repertório da Cry Baby Tour, na qual as músicas são cantadas na mesma ordem que a lista de faixas do álbum, e foi apresentada no JBTV Music Television em março de 2015, sendo a única atuação televisiva da faixa. A faixa também foi cantada no blog de Perez Hilton.

## Recepção
As críticas para "Carousel" após o lançamento do álbum Cry Baby foram mistas. O crítico Thomas Kraus, da Outlet Magazine, deu uma nota oito (de dez) para a canção, dizendo que ela "tem um ritmo brilhante e o tom geral é precisamente bem assombroso. O lirismo não é tão complexo como eu gostaria, mas se encaixa neste caso específico". Brent M Faulkner, da Starpulse.com, disse que "o romance da produção, juntamente com a entrega vocal de Martinez e as letras de parque de diversões específicas fazem desta uma música verdadeiramente especial".
Antes de ser lançada como single, "Carousel" entrou e teve como melhor posição a 38.ª posição na Billboard Pop Digital Songs, ficando três semanas no gráfico. Também conseguiu a nona posição na parada estadunidense de músicas digitais alternativas, publicada igualmente pela Billboard e tendo na terceira semana a 23ª posição. No total, foram cinco semanas na parada. Além disso, a faixa conseguiu certificação de platina da Recording Industry Association of America (RIAA) em janeiro de 2019, por vender o equivalente a 1 milhão cópias nos Estados Unidos.

## Vídeo musical
O vídeo musical de "Carousel" foi filmado perto da cidade natal de Martinez, em Long Island, em um parque de diversões, e foi dirigido por Adam Donald. Martinez foi entrevistada pela The Source logo após o lançamento do vídeo, o qual a cantora disse que se relaciona com o tema da música: "Eu acho que nós só queriamos seguir uma narrativa muito clara para a música e, você sabe, mostrar as pessoas o que eu estava vendo na minha cabeça quando eu estava escrevendo. Então, sim, o vídeo é realmente divertido. Eu estava muito feliz de trabalhar com pessoas que eu realmente gosto de estar perto. Foi definitivamente um tempo muito bom". Este mesmo teve a gravação ocorrida em setembro de 2014, estreando em 15 de outubro de 2014 na página oficial da cantora do serviço YouTube.
A produção se inicia com cavalos de carrossel andando com uma luz piscando em cima deles, e a cantora é vista parada na entrada do parque. Nas cenas seguintes, ela flutua por causa do garoto com qual ela está junta no parque. Outras tomadas mostram a cantora entrando em um carrossel com o mesmo garoto, e é amarrada no brinquedo, sendo que, depois, vomita uma substância rosa. O projeto termina com a musicista fugindo do brinquedo, logo após conseguir sair dele.

## Faixas e formatos
O single foi somente lançado em formato digital, em um EP de remixes, contendo participações de produção de Bobby Green, Bleep Bloop, Eric Sharp e SNBRN.
| EP de remixes digital |                                   |         |  |
| N.º                   | Título                            | Duração |  |
| 1.                    | "Carousel" (Bobby Green Remix)    | 4:37    |  |
| 2.                    | "Carousel" (Bleep Bloop Remix)    | 4:02    |  |
| 3.                    | "Carousel" (Eric Sharp Radio Mix) | 4:31    |  |
| 4.                    | "Carousel" (SNBRN Remix)          | 5:41    |  |

## Paradas musicais
| Parada musical (2014)                                | Melhor posição |
| ---------------------------------------------------- | -------------- |
| Estados Unidos (Billboard Alternative Digital Songs) | 9              |
| Estados Unidos (Billboard Pop Digital Songs)         | 38             |

## Certificações
| Região                                                          | Certificação | Vendas     |
| --------------------------------------------------------------- | ------------ | ---------- |
| Canadá (Music Canada)                                           | Ouro         | 40 000‡    |
| Estados Unidos (RIAA)                                           | Platina      | 1 000 000‡ |
| ‡ Vendas+valores de streaming baseados somente na certificação. |              |            |

## Histórico de lançamento
"Carousel" foi somente comercializado digitalmente nos Estados Unidos, no Brasil e na Canadá em 24 de novembro de 2014, onde foi vendido como um EP com remixes.
| País           | Data                   | Formato          | Edição        | Gravadora |
| -------------- | ---------------------- | ---------------- | ------------- | --------- |
| Estados Unidos | 24 de novembro de 2014 | Download digital | EP de remixes | Atlantic  |
| Brasil         | 24 de novembro de 2014 | Download digital | EP de remixes | Atlantic  |
| Canadá         | 24 de novembro de 2014 | Download digital | EP de remixes | Atlantic  |